# Saeid Mohammadpour
Saeid Mohammadpour Karkaragh (en persan سعید محمدپور کرکرق), né le 3 mars 1993 à Ardabil en Iran, est un haltérophile iranien.

## Biographie
Saeid Mohammadpour naît le 3 mars 1993.
Il termine cinquième aux Jeux olympiques de Londres en 2012, mais en 2016, après avoir retesté les échantillons des athlètes des Jeux olympiques d'été de 2012, il a été découvert que les quatre premiers de sa catégorie de poids s'étaient dopés. Il devient donc médaillé d'or et champion olympique dans la catégorie des moins de 94 kg en haltérophilie,. Il est également médaillé de bronze aux Championnats du monde 2011 à Paris.